# Cyrtonota machupicchu
Cyrtonota machupicchu là một loài bọ cánh cứng trong họ Chrysomelidae. Loài này được Borowiec & Sassi miêu tả khoa học năm 1999.